# Resnik (priimek)
Resnik je 162. najbolj pogost priimek v Sloveniji, ki ga je po podatkih Statističnega urada Republike Slovenije na dan 31. decembra 2007 uporabljalo 1.036 oseb, na dan 1. januarja 2011pa prav tako 1.036 oseb in je med vsemi priimki po pogodtosti uporabe zavzemal 161. mesto

## Znani nosilci priimka
- Cene Resnik, jazz-glasbenik, saksofonist, improvizator
- Drago Resnik, elektronik
- Janez Resnik (1948—1969), alpinist
- Jože Resnik (*1942), lesarski strokovnjak, univ. profesor
- Jožef Resnik (1850—1885), duhovnik in pesnik
- Judith Arlene Resnik (1949—1986), ameriška astronavtka, umrla v nesreči pri vzletu raketoplana
- Samo Resnik (1962—2011), novinar, urednik, prevajalec, pesnik in pisatelj, politični aktivist
- Tatjana Resnik Planinc (*1965), geografinja, didaktičarka
- Vili Resnik (*1963), pevec zabavne glasbe